# 燕云台
《燕云台》（英語：The Legend of Xiao Chuo），2020年中国大陆宋遼古装电视剧，由唐嫣、窦骁、佘诗曼及經超領銜主演，並由刘奕君、卢杉、谭凯、季晨、邵兵及宁理聯合演出，2020年11月3日在北京衛視及腾讯视频、全球WeTV首播。雖然演員沒有把深謀遠慮性情狠毒的皇后演得入木三分，導演起用絕色女演員彌補真實歷史的原設，也算沒枉費絕色美貌代表下做到了做不到位的真實人寫照。

## 播出时间

### 首播
| 频道                       | 所在地               | 播出日期       | 播出时间／备注                                                                                   |
| -------------------------- | -------------------- | -------------- | ------------------------------------------------------------------------------------------------ |
| 北京卫视                   | 中国大陆             | 2020年11月3日  | 每日19:30                                                                                        |
| 腾讯视频                   | 中国大陆             | 2020年11月3日  | 每日19:40 VIP會員搶先看6集，首日更8集 每日22:00非會員免費看                                      |
| WeTV                       | 臺灣                 | 2020年11月3日  | 每日19:40 VIP會員搶先看6集，首日更8集 每日22:00非會員免費看                                      |
| myTV SUPER C-Club點播專區  | 香港                 | 2020年11月3日  | 首日上架4集 每日晚上10點更新兩集 每週六晚上10點更新一集                                          |
| TVB Anywhere點播區         | TVB Anywhere服務地區 | 2020年11月3日  | 首日上架6集 每日晚上10點更新兩集 每週六晚上10點更新一集                                          |
| Astro GO                   | 马来西亚 ·           | 2020年12月1日  | 首日上架6集 每日晚上10點更新一集                                                                 |
| 翡翠台                     | 香港                 | 2021年1月4日   | 星期一至五 20:30-21:30 星期六 20:30-22:30（每次播映兩集） 星期日 20:30-21:30 TVB粵語配音版       |
| Astro AOD、Astro AOD HD    | 马来西亚             | 2020年12月28日 | 星期一至五 20:30-21:30 星期六 20:30-22:30（每次播映兩集） 星期日 20:30-21:30 TVB粵語配音版       |
| 翡翠台                     | 马来西亚             | 2020年12月28日 | 星期一至五 20:30-21:30 星期六 20:30-22:30（每次播映兩集） 星期日 20:30-21:30 TVB粵語配音版       |
| 菲律賓 · 新加坡 · 马来西亚 |                      | 2020年12月28日 | 星期一至五 20:30-21:30 星期六 20:30-22:30（每次播映兩集） 星期日 20:30-21:30 TVB粵語配音版       |
| 新加坡                     |                      | 2020年12月28日 | 星期一至五 20:30-21:30 星期六 20:30-22:30（每次播映兩集） 星期日 20:30-21:30 TVB粵語配音版       |
| HUB戏剧首选                |                      | 2020年12月28日 | 星期一至五 20:30-21:30 星期六 20:30-22:30（每次播映兩集） 星期日 20:30-21:30 TVB粵語配音版       |
| 翡翠台                     | 歐洲                 | 2020年12月28日 | 星期一至五 20:30-21:30 星期六 20:30-22:30（每次播映兩集） 星期日 20:30-21:30 TVB粵語配音版       |
| 新时代电视2高清台          | 加拿大               | 2020年12月28日 | 星期一至五 16:30 - 17:30 星期六 14:00 - 16:00（每次播映两集）加拿大西岸时间/温哥华 TVB粵語配音版 |
| 新时代电视2高清台          | 加拿大               | 2020年12月28日 | 星期一至五 19:30 - 20:30 星期六 17:00 - 19:00（每次播映两集) 加拿大东岸时间/多伦多 TVB粵語配音版 |
| 翡翠台                     |                      | 2020年12月29日 | 星期二至六 20:30 - 21:30 星期日 20:30 - 22:30（每次播映兩集） 星期一 20:30 - 21:30 TVB粵語配音版 |
| 八大戲劇台                 | 臺灣                 | 2021年8月24日  | 星期一至五 23:00 - 24:00 （首日連播兩集 22:00 - 00:00）                                          |
| 八度空间                   | 马来西亚             | 2021年10月6日  | 亚洲精选 星期一至四 21:00-22:00                                                                  |
| 緯來戲劇台                 | 臺灣                 | 2022年2月18日  | 星期一至五 23:00 - 24:00                                                                         |

## 劇情簡介
「燕雲臺」，據說為石敬瑭（後晉高祖）為早期之助戰約定。而後卑躬曲膝地獻出整個南朝之北方屏障－燕雲十六州給大遼後，便有了它的存在。一說是太宗（大遼）為了後續南征事宜而建。而民間傳說則是燕雲十六州的百姓，是為了守望南方而建。
大遼（契丹）北府承相之貴女蕭燕燕疑惑而問：「為何他們要"守望南方"」？玉田韓氏（南人奴）之子韓德讓則無奈地回覆：「或者是希望南方會有聖主出來吧」!
蕭燕燕（唐嫣飾）是宰相蕭思溫（劉奕君飾）與燕國長公主的第三女。她作為家中最小的孩子，不僅深得父親喜歡，也深受大姐蕭胡輦（佘詩曼飾）、二姐烏骨裡（盧杉飾）的寵愛和照顧，萬千寵愛於一身的蕭燕燕也從小養成了敢想、敢說、敢做的性格，對於追求的事物充滿執著，不輕言放棄。她與韓德讓（竇驍飾）兩情相悅，早定終身。但世事難料，蕭家三姐妹分別嫁給了太祖系三支，大姐蕭胡輦嫁給太平王罨撒葛（太宗一系－譚凱飾），二姐烏骨裡嫁給耶律喜隱（仲父房一系－季晨飾），而蕭燕燕因與遼景宗耶律賢（人皇一系－經超飾）的一次邂逅，從此開啟傳奇的一生。

## 演员列表

### 領銜主演
| 演員                           | 角色           | 介紹 | 原版配音 | 粵語配音              |
| 唐嫣                           | 蕭燕燕／蕭綽   | 宰相府三小姐→遼景宗貴妃→遼景宗皇后→攝政皇后→皇太后 位居：崇德宮。 大遼攝政皇后，北府宰相萧思温与燕國大長公主呂不古的第三女，蕭胡輦及烏骨裏的妹妹。 她的名字来自于母親的封國（漢文名：綽<韩德让幫取之名>）。蕭燕燕的天性聰明好勝，作为幼女又深得父母寵愛，对所有的事情都执着热情，不輕易放棄。與韩德让自幼青梅竹马，早订终身，却因为命运的捉弄偶遇辽景宗耶律贤，並被迫走入深宫成为辽国皇后，但心中還是深愛著韓德讓，與耶律賢育有三名子女，其長子耶律隆緒於耶律贤死後登基。儿子即位后作为皇太后临朝称制，後以太后身分再次嫁給韓德讓，成为辽国的统治者。 統和二十七年十二月因病崩駕，其子上其尊號為「睿德神略應運啟化承天皇太后」。 是遼景宗暗殺遼穆宗的棋子之一。 請參見后族蕭氏（契丹）。 請參見皇族耶律氏（契丹）。 請參見朝堂。                                                                 | 乔诗语   | 張頌欣                |
| 窦骁 （加拿大）芦展祥 （儿时） | 韩德让         | 長樂宮使之子→郎君軍右統帥→樞密院通事→南京留守→南院樞密史→大丞相→晉王 李思之夫、後為太后蕭燕燕之皇夫 大遼汉族大臣，歷史上英勇聪明的摄政王，和萧燕燕自小青梅竹马，并且一直爱着对方。同時亦是萧胡辇的暗戀對象。蕭燕燕入宮為妃後，無奈之下奉母命與李思成婚。 於第34集，與南京留守韩德让一起誓死守護幽州城之將士。 辽景宗崩逝后升任为辅政大臣，默默陪伴在燕燕身邊並協助其匡扶国政，後與身為皇太后的蕭燕燕成婚，蕭燕燕死后15個月（約於統和二十九年三月）以後，亦隨之駕崩。 是遼景宗暗殺遼穆宗的棋子之一。 請參見皇族耶律氏（契丹）。 請參見朝堂。 | 魏超     | 曹啟謙袁淑珍 （童年） |
| 佘诗曼 （中國香港）            | 萧胡辇         | 宰相府大小姐→太平王妃→皇太妃（代掌國阿辇斡魯朵軍隊） 撻覽阿缽之情人 北府宰相蕭思溫與燕國大長公主呂不古的長女，乌骨里及蕭燕燕的大姊。大遼女戰士，擅於督察軍事、開拓領土、指揮三軍統兵作戰，為大遼立下不少功勞。初時對韩德讓有好感，後為了家人而犧牲自己，成為太平王罨撒葛的妻子。與罨撒葛原本只是一段無感情的政治婚姻，後來多番相處後被罨撒葛的深情所感動而愛上他。於第33集，罨撒葛、高勳、女里謀反兵敗。結束後，尊皇太妃之頭銜。 太平王死後，回歸北方領地居住。一次在戶外騎馬遇意外時被撻覽阿缽所救，並對他一見鍾情，互相愛慕，後成為撻覽阿缽的情人。 從乌骨里身上得悉罨撒葛之死的真相後，大為錯鍔，並對燕燕產生芥蒂，離開上京。後因撻覽阿缽之死痛恨蕭太后。最終因群臣上奏被永囚於懷州，度餘生。 是遼景宗暗殺遼穆宗的棋子之一。 請參見后族蕭氏（契丹）。 請參見皇族耶律氏（契丹）。 請參見朝堂。 | 邱秋     | 劉惠雲                |
| 经超                           | 耶律贤（明扆） | 遼景宗 蕭燕燕、喜哥、玉簫之皇夫 大遼第五位皇帝遼景宗（隸屬太祖三系之人皇一系），遼世宗之次子。蕭燕燕、喜哥、玉簫的皇夫，深愛著蕭燕燕，即使早知蕭燕燕與韓德讓已有婚約，仍下旨迫其入宮為貴妃之職，後與蕭燕燕陸續育有二子一女。于第41集去世前把大遼之皇權，交予時為皇后的蕭燕燕掌理。 是遼景宗自己暗殺遼穆宗（皇叔）的棋子之一。 是太平王密謀暗殺新皇遼景宗及宰相蕭思溫的目標之一。 請參見后族蕭氏（契丹）。 請詳見皇族耶律氏（契丹）。 請參見朝堂。 | 齐斯伽   | 關令翹陳琴雲 （童年） |

### 大遼

#### 蕭氏（契丹）
| 演員                  | 角色           | 介紹 | 配音演员 | 粵語配音                       |
| 劉奕君                | 萧思温         | 北府宰相（遼穆宗時代）→（兼北院樞密使、加尚書令）封魏王（遼景宗時代） 族長。 蕭胡輦、乌骨里與蕭燕燕的父親，蕭敵魯之侄。遼世宗時期大遼北府宰相及駙馬，同時也是疼愛女兒的好父親。然而為顧全國家大局及家族榮耀。把蕭燕燕嫁給耶律賢而與她生了嫌隙。在蕭燕燕懷孕之時，陪耶律賢去狩獵，于第25集遭到蕭海里和蕭海只一行人刺殺而亡。 是遼景宗暗殺遼穆宗的棋子之一。 是太平王密謀暗殺新皇遼景宗及宰相蕭思溫的目標之一。 請參見朝堂。         | 原音     | 李錦綸                         |
| －                    | 耶律呂不古     | 國長公主→燕國大長公主（追封諡號） 遼太宗耶律德光的嫡長女。 萧思温之妻。 萧胡辇、蕭烏骨裏、蕭燕燕（蕭綽）之生母。 |          |                                |
| 佘诗曼 （中國香港）   | 萧胡辇         | 宰相府大小姐→太平王妃→皇太妃 撻覽阿缽之情人 請詳見領銜主演。 請參見皇族耶律氏（契丹）。 | 邱秋     | 劉惠雲                         |
| 譚凱 （主演）         | 耶律罨撒葛     | 太平王（兼禁衛軍指揮使）→被卸職→齊王→皇太叔 蕭胡輦之夫（隸屬太祖三系之太宗一系）。 是遼景宗暗殺遼穆宗的棋子之一。 請詳見領銜主演。 請詳見皇族耶律氏（契丹）。 請參見朝堂。 | 原音     | 陳欣                           |
| 盛一倫                | 撻覽阿缽       | 皇太妃專屬馬場之馬奴→隨侍近衛將軍首領 蕭胡輦孤寡後之情人 孤兒，吃百家飯長大。生性自由，最終為愛放棄自由自在、無拘無束的生活，與蕭胡輦一同回返遼上京生活。 曾在蕭胡輦馬驚、遇險時救了她，對她一見鍾情，從此互相愛慕，成為了蕭胡輦後來的情人， 于第48集為救胡輦而死。 | 邵晨亮   | 李鎮然                         |
| 卢杉 （主演）         | 蕭烏骨裏       | 宰相府二小姐→趙王妃 北府宰相蕭思溫與燕國大長公主的次女，蕭胡輦的妹妹，蕭燕燕的二姊，個性天真任性不諳世事，嫁與趙王耶律喜隐為妻。 是太平王密謀暗殺新皇遼景宗及宰相蕭思溫的棋子之一。 深愛著耶律喜隱，並為其生育一子留禮壽。於第44集為了替喜隱、留禮壽報仇，欲聯合三王謀反未遂，與冀王妃合作，毒殺燕燕，事敗當場自盡，在離世前告訴胡辇其罨撒葛之死是燕燕一手造成的。 一般認為她的名字是伊勒兰（又譯夷懶）。 請參見皇族耶律氏（契丹。 | 徐佳琦   | 黃昕瑜                         |
| 马梦乔                | 瑰引           | 蕭烏骨里的侍女， 于第44集因鴛鴦壺事件被其誤會被蕭烏骨里殺死。 |          | 葉曉欣                         |
| 季晨 （主演）         | 耶律喜隱       | 趙王 烏骨裏之夫 耶律李胡的兒子（隸屬太祖三系之仲父房一系）。 請詳見皇族耶律氏（契丹。 請參見朝堂。 |          | 梁偉德                         |
| 唐嫣                  | 蕭燕燕／蕭綽   | 宰相府三小姐→遼景宗貴妃→遼景宗皇后→攝政皇后→皇太后 請詳見領銜主演。 請參見朝堂。 | 乔诗语   | 張頌欣                         |
| 经超                  | 耶律贤（明扆） | 遼景宗 蕭燕燕、喜哥、玉簫之皇夫 大遼第五位皇帝遼景宗（隸屬太祖三系之人皇一系），蕭燕燕、喜哥、玉簫的皇夫。 請詳見領銜主演。 請參見皇族耶律氏（契丹。 請參見朝堂。 | 齐斯伽   | 關令翹陳琴雲 （童年）          |
| 顾曹斌                | 蕭海里         | 蕭思溫姪子（近支），蕭思溫此房只有三女，暫無子嗣繼承，因此房發達，想來"摘桃子"。後與其反目並將其刺殺， 是太平王密謀暗殺新皇遼景宗及宰相蕭思溫的棋子之一。 于第27集被燕燕三姐妹放鬼箭處決。 |          | 陳耀楠                         |
| 冯起龙                | 萧海只         | 蕭思溫姪子（近支），蕭思溫此房只有三女，暫無子嗣繼承，因此房發達，想來"摘桃子"。後與其反目並將其刺殺， 是太平王密謀暗殺新皇遼景宗及宰相蕭思溫的棋子之一。 于第27集被燕燕三姐妹放鬼箭處決。 |          | 陳卓智                         |
| 杜承峻                | 萧继先         | 預計繼承萧思温一房之嗣子。 |          |                                |
| 王梓权 （主演）       | 萧达凛         | 蘭陵郡王 （隸屬后族之少父房一系） 北相萧思温之侄（遠支）。 第47集，於澶州城下勘查地形時，被南軍之床子弩射中而去世。 請參見朝堂。 |          | 蘇強文                         |
| 任希鴻                | 蕭討古         | 南京統軍使 蕭敵魯之孫，朴謹公主之夫婿，蕭海瀾之父。蕭思溫之侄。蕭燕燕之堂兄。 請參見朝堂。 |          | 葉振聲                         |
| 龚婉怡                | 萧海澜         | 南京統軍使之女→皇女陪伴 南京統軍使蕭討古與朴謹公主之女，皇后蕭燕燕之侄女。文武雙全。 耶律斜軫對其一見鍾情，于第43集被蕭太后知道試其心意，賜婚嫁給耶律斜軫。 請參見皇族耶律氏（契丹。 |          | 羅孔柔                         |
| 李俊伟                | 萧隗因         | 國舅 蕭太后娘家的親戚（蕭氏族人），與蕭韓氏結婚。育一女蕭菩薩哥。 請參見玉田韓氏（南院）。 |          | 黃啟昌                         |
| 祝愿                  | 萧韩氏         | 韓德讓的妹妹，嫁給蕭隗因。蕭菩薩哥的母親。 請參見玉田韓氏（南院）。 |          | 詹健兒                         |
| 杨雨潼陶奕希 （少年） | 蕭菩薩哥       | 韓德讓的外甥女。萧隗因與蕭韓氏的女兒。文殊奴耶律隆绪對其一見鍾情，後嫁為其皇后。 請參見皇族耶律氏（契丹。 請參見玉田韓氏（南院）。 |          | 無對白 （成年）何璐怡 （少年） |
| 汤圆                  | 瑰哥           | 蕭菩薩哥的婢女。 （劇中臺詞建立的是"瑰哥"，但片尾字幕打的卻是"贵哥"……僅供參考...） |          |                                |

#### 皇族耶律氏（契丹）
帝位排序：《大契丹》遼德祖宣簡皇帝（追封）←《大遼》遼太宗（駕崩）→遼世宗（駕崩）→遼穆宗（駕崩）→遼景宗（駕崩）→蕭太后（輔政、還政）→遼聖宗。
| 演員                             | 角色           | 介紹 | 配音演员 | 粵語配音                             |
| 邵兵 （特別出演）                | 屋質大王       | 前任大于越 為大遼王朝之中流砥柱。是站在遼世宗身邊（班在百僚之上，雖無具體實務，但非大功德者不可授），確保大遼之政經改革穩步前進之支持者。于第24集壽終正寢。 請參見朝堂。 |          | 張炳強                               |
| 金珈                             | 耶律阮         | 遼世宗 大遼第三位皇帝（隸屬太祖三系之人皇一系）。 耶律賢、耶律只沒、耶律胡古典的皇父。 |          | 蘇強文                               |
| 王媛可 （特別出演）              | 甄皇后         | 遼世宗耶律阮之妃，寧王耶律只沒生母，大遼王朝史上唯一的南人皇后。 |          | 曾秀清                               |
| 张熙媛                           | 萧蒲哥         | 小妃（遼世宗時代）→太妃（遼景宗時代） 于第25集因跟萧啜里将萧思温遭劫之事告诉正怀有身孕的萧燕燕、事后跟萧啜里被耶律贤送去偏宫休养。非詔不得離開。 于第31集是太平王密謀暗害新皇遼景宗及其子遼聖宗的暗棋之一。 于第32集被罨撒葛的手下杀成重伤不治，临终前跟耶律贤忏悔且受罨撒葛指使多年偷换药让耶律贤身体虚弱 |          | 梁少霞                               |
| 周子芯                           | 豆蔻           | 萧蒲哥的隨侍宮女。是太平王放在蒲哥身邊的眼線。 于第31集是太平王密謀暗害新皇遼景宗及其子遼聖宗的暗棋之一。 |          | 鄭麗麗                               |
| 黄小戈                           | 萧啜里         | 小妃（遼世宗時代）→太妃（遼景宗時代） 于第25集因跟萧蒲哥将萧思温遭劫之事告诉正怀有身孕的萧燕燕、事后跟萧蒲哥被耶律贤送去偏宫休养。非詔不得離開。 于第32集被罨撒葛的手下杀害。 |          | 林元春                               |
| 宁理 （特邀主演）                | 耶律璟         | 壽安王（遼世宗時代）→遼穆宗 大遼第四位皇帝，為大遼第二位皇帝遼太宗的長子（隸屬太祖三系之太宗一系），燕國長公主呂不古的弟弟，遼景宗耶律賢的堂叔。耶律察割殺了遼世宗耶律阮（大遼第三位皇帝），耶律璟平定察割之亂，並奪走王位，雖不近女色，但作風暴虐並患有嚴重的被迫害妄想症，因此慘死在其手下的人不計其數， 也是遼景宗（皇侄）暗殺遼穆宗（自己）的棋子之一。 于第15集被身邊的隨侍集體圍殺而亡。 請參見朝堂。 |          | 翟耀輝                               |
| 杨晨                             | 白海           | 遼穆宗近侍奴僕 因代義弟楚補至延宮服侍遼穆宗而亡，致楚補心憤恨不已。 間接促及改投效忠耶律賢麾下。 是遼景宗暗殺遼穆宗的棋子之一。 |          |                                      |
| 侯竺沅                           | 刘梓固         | 遼穆宗近侍奴僕 15歲即入宮服侍遼穆宗，伺機報父仇。 是遼景宗暗殺遼穆宗的棋子之一。 |          | 陳耀楠                               |
| 譚凱 （主演）                    | 耶律罨撒葛     | 太平王（兼禁衛軍指揮使）→被卸職→→齊王→皇太叔 蕭胡輦之夫 大遼第二位皇帝遼太宗的次子（隸屬太祖三系之太宗一系），遼穆宗耶律璟同父同母的弟弟，燕國長公主呂不古的弟弟，遼景宗耶律賢的堂叔，蕭胡輦的舅舅。 是遼景宗暗殺遼穆宗的棋子之一。 萧胡辇的丈夫，深愛著蕭胡輦，對其百般呵護。于第16集在與耶律賢爭奪皇位失敗後逃至大漠，後被遼景宗用皇位繼承權召回上京以牽制喜隱。于第33集於聯合女里和高勳謀反時，被蕭燕燕發箭射中後逃離現場回到自己府邸，最終在見過蕭胡輦後在其懷中過世。 請參見后族蕭氏（契丹）。 請參見朝堂。 | 原音     | 陳欣                                 |
| 朱峰                             | 粘木衮         | 耶律罨撒葛的親信 是太平王密謀暗殺新皇遼景宗及宰相蕭思溫的棋子之一。 是太平王密謀暗害新皇遼景宗及其子遼聖宗的暗棋之一。于第33集為救主子罨撒葛脫離戰場，被韩德让斬殺當場。 |          | 李致林                               |
| 于洪亮                           | 高六           | 耶律罨撒葛的隨侍，主子大婚時，幫隨散喜慶之物。 太平王過世露，轉追隨代掌「國阿辇斡魯朵」軍隊的皇太妃萧胡辇。言明只要不拋棄「國阿辇斡魯朵」他們亦將永久追隨。 於第48集，為護「國阿辇斡魯朵」之軍權，於北方護城之戰戰亡。 |          | 葉振聲                               |
| 佘诗曼                           | 萧胡辇         | 宰相府大小姐→太平王妃→皇太妃 撻覽阿缽之情人 是遼景宗暗殺遼穆宗的棋子之一。 請詳見領銜主演。 請參見后族蕭氏（契丹）。 請參見朝堂。 | 邱秋     | 劉惠雲                               |
| 曹斐然                           | 福慧           | 蕭相府蕭胡輦的貼身侍女 |          | 林元春                               |
| 李奕臻                           | 安熙           | 太平王府蕭胡輦的貼身侍女 于第32集被罨撒葛的手下粘木衮刺殺。 |          | 詹健兒                               |
| 王俊彭                           | 耶律敵烈       | 南京皇族鎮守→冀王 為遼太宗第三子（隸屬太祖三系之太宗一系） 宮人蕭氏所生。與耶律璟和耶律罨撒葛為同父異母之兄弟（耶律罨撒葛稱其為三弟），因生母身份是宮婢，故為其瞧不起。育有一子蛙哥。 于第35集因貪功冒進，自以為是，不服韓德讓警示，於白馬嶺山澗間與兒子耶律蛙哥被宋軍齊齊伏擊陣亡（太宗一系全滅）。 請參見朝堂。 |          | 雷霆                                 |
| 莫小奇 （特別出演）              | 夷蘭           | 冀王妃 因密謀造反失敗，于第44集因蕭烏骨里之死被蕭太后赐毒酒自尽 | 吴月婷   | 鄭麗麗                               |
| 侯佩岑                           | 紫苏           | 冀王妃的侍女，於第43集無意透露鴛鴦壺之出處。於第44集 冀王妃稱其已嫁人（嫁到很遠的地方，且不會回來了）。 |          |                                      |
| 经超                             | 耶律贤（明扆） | 遼景宗 位居：彰愍宮。 蕭燕燕、喜哥、玉簫之皇夫 大遼第五位皇帝遼景宗（隸屬太祖三系之人皇一系），蕭燕燕、喜哥、玉簫的皇夫。 是遼景宗暗殺遼穆宗的棋子之一。 請詳見領銜主演。 請參見后族蕭氏（契丹）。 請參見朝堂。 | 齐斯伽   | 關令翹陳琴雲 （童年）                |
| 傅风男                           | 婆儿           | 明扆的隨侍侍從 第4集首次出現的僕役名。在明扆受傷後，曾幫收拾、保存殘缺玉珮。 |          | 张錦江                               |
| 王浩男                           | 楚補           | 遼景宗近侍侍從 原效忠罨撒葛，因義兄白海代其至延宮服侍而亡，心憤恨不已。 後改投效忠耶律賢。 是遼景宗暗殺遼穆宗的棋子之一。 |          | 李安邦                               |
| 曹杰                             | 阿辛           | 遼景宗宮廷近侍僕役 第36集首次出現的僕役名。 |          | 黃積權                               |
| 唐嫣                             | 蕭燕燕／蕭綽   | 宰相府三小姐→燕燕貴妃→皇后（遼景宗時代）→攝政皇后（遼聖宗時代）→皇太后 位居：崇德宮。 是遼景宗暗殺遼穆宗的棋子之一。 請詳見領銜主演。 請參見后族蕭氏（契丹）。 請參見朝堂。 | 乔诗语   | 張頌欣                               |
| 穆樂恩                           | 良哥           | 蕭燕燕入宮後的隨侍宮女。 是太平王密謀暗殺新皇遼景宗及宰相蕭思溫的棋子之一。 |          | 凌晞                                 |
| 余夢寒                           | 青哥           | 蕭燕燕入宮後的隨侍宮女。為人正直老實。蘭哥的孿生妹妹。 第39集時，全城搜捕發現其屍身出現於城郊外。 |          |                                      |
| 余夢寒                           | 蘭哥           | 青哥的孿生姊姊。為人油滑。第39集被趙王設計（趙王府管事說：只是送酒菜，且酬金有一百兩），偽冒蕭燕燕的隨侍宮女（即孿生妹妹）遞送毒酒給韓府，致韓李思夫人誤飲毒酒而亡。因全城被搜捕，逃離住處。險死還生。 |          |                                      |
| 黄海                             | 双古           | 蕭燕燕入宮後的隨侍僕役。 |          | 鄧志堅                               |
| 荣梓希                           | 喜哥           | 女里的姪女→小妃（遼景宗時代） 性面直心直、有火當面發。忌妒蕭燕燕。慫恿世宗皇帝的兩位皇太妃，將蕭思溫遭劫之事告訴正懷有六月身孕的蕭燕燕。 于第25集耶律賢得知後下旨將她打入冷宮， 于第33集參與謀反而被賜死。 | 于鸣鹿   | 詹健兒                               |
| 陈奕汐                           | 乌拉           | 喜哥隨嫁之貼身侍女。 |          |                                      |
| 孟智超                           | 忽列           | 小妃喜哥入宮後的隨侍僕役 初見面時，就極力巴結新主子。但新主子稍一不如意即打罵之。 |          | 胡家豪                               |
| 王楚然 （主演）                  | 玉簫           | 渤海樂姬→小妃（遼景宗時代）→渤海妃 位居：長寧宮。 心性單純，醫術略知一二，以此攏獲耶律賢之心。 耶律賢後期的寵妃，為耶律賢誕下一子藥師奴。 于第42集因耶律賢駕崩，禁不住情感上的衝擊，也隨之自盡而去，遺留一子交予皇后蕭燕燕代為照護。 | 李叶萌   | 成瑤孆                               |
| 陳昊叶禾 （少年）裴文博 （儿时） | 耶律隆绪       | 長皇子→梁王→辽圣宗 大遼第六位皇帝遼聖宗（隸屬太祖三系之人皇一系） 位居：彰愍宮。 契丹名－文殊奴。萧燕燕與耶律賢的嫡長皇子。對蕭菩薩哥一見鍾情。 請參見玉田韓氏（南院）。 請參見朝堂。 |          | 黃積權 （少年、成年）陸惠玲 （儿时） |
| －                               | 觀音女         | 長公主 皇后萧燕燕與皇帝耶律賢的嫡長女。 |          |                                      |
| －                               | 胡都堇         | 次皇子 皇后萧燕燕與皇帝耶律賢的次皇子。 |          |                                      |
| －                               | 藥師奴         | 三皇子 渤海妃玉簫與皇帝耶律賢的三皇子。 |          |                                      |
| 連晨翔 （臺灣） （主演）         | 耶律只沒       | 寧王 先帝遼世宗之第三子（隸屬太祖三系之人皇一系），南人甄皇后的皇子，遼景宗耶律賢的弟弟， 于第12集與宮女安只私通被遼穆宗發現。為了保護安只，眼睛被遼穆宗刺瞎，並被處以宮刑而變成閹人。 于第13集與安只成婚。 于第34集在安只死后独住府邸吃斋念佛了卻殘生。 | 杨天翔   | 張預東                               |
| 姜皓云                           | 术里           | 積慶宮僕役總管 原為遼世宗之行宮，遼景宗登基後，將此宮交於皇弟寧王居住打理，以增添一些人氣。後寧王又將打理權交由安只全權處理。 |          |                                      |
| 赵圆圆 （主演）                  | 安只           | 遼穆宗隨身侍女→寧王妃 是太平王密謀暗殺新皇遼景宗及宰相蕭思溫的棋子之一。 于第33集因參與謀反，被耶律只沒親手刺殺當場。 |          | 魏惠娥                               |
| 谢珊珊                           | 塔布           | 安只婢女 是太平王放在安只身邊的眼線。 是太平王密謀暗殺新皇遼景宗及宰相蕭思溫的棋子之一。于第20集被安只毒杀處理（安只想脫離太平王之掌控所致）。 |          | 陳琴雲                               |
| 孙雅丽 （主演）                  | 耶律胡古典     | 公主 耶律賢的皇妹（隸屬太祖三系之人皇一系） 性慎微，說話輕聲細氣。 18年前祥古山之變當時因才剛出生，所以避其難而活。後為萧楚里的妻子 |          | 陳皓宜                               |
| 韩帅                             | 萧楚里         | 審密部官員→駙馬 是太平王放在胡古典身邊的眼線。胡古典丈夫。 |          | 張方正                               |
| 阮圣文 （主演）                  | 耶律休哥       | 惕隱（兼掌半數近衛軍－遼景宗時代）→大于越（繼任） （隸屬太祖三系之仲父房一系），族裡輩分極高，耶律斜軫的叔叔，於第47集因病去世。 請參見朝堂。 |          | 黃啟昌                               |
| 于济玮 （主演）                  | 耶律斜轸       | 南院大王 曷魯大于越的孫子，蕭海瀾之夫。 耶律休哥為其叔叔。耶律磨魯古稱其為小叔（同為六院部之人）。 對后族蕭海瀾一見鍾情。 于第43集如願被蕭太后賜婚迎娶蕭海瀾。 請參見朝堂。 |          | 李凱傑                               |
| 龚婉怡                           | 萧海澜         | 皇女陪伴 耶律斜轸之妻。后族一脈。 |          |                                      |
| 王绘春 （特別出演）              | 耶律李胡       | 皇太叔 遼太祖耶律阿保機第三子（隸屬太祖三系之仲父房一系），生母皇后述律平亦是述律太后。耶律喜隐的父親。 于第7集因耶律喜隱謀反，李胡連坐死於獄中。 統和年間，為平息趙王妃喪子怨恨，蕭太后特旨追尊其為「欽順皇帝」。 請參見朝堂。 | 张遥函   | 陳永信                               |
| 季晨 （主演）                    | 耶律喜隱       | 趙王→西南面招討使（總領漢軍事） 烏骨裏之夫 耶律李胡的兒子（隸屬太祖三系之仲父房一系），耶律賢的堂叔，烏骨里的丈夫，起初對烏骨里並非真心，只是看上她家的權勢並存有利用的心思。但後來經過一番相處，真心愛上烏骨里，並與其育有一子留禮壽。于第40集因多次意圖謀反，而被下旨再次且永久流放至祖州。于第41集兒子留禮壽為救父王王，於上京造反失敗，最後父子均同時命喪上京。 是太平王密謀暗殺新皇遼景宗及宰相蕭思溫的棋子之一。 請參見后族蕭氏（契丹）。 請參見朝堂。                                                     |          | 梁偉德                               |
| 和龙                             | 撒懒           | 耶律喜隱的管家 |          | 陳卓智                               |
| 卢杉                             | 蕭烏骨裏       | 宰相府二小姐→趙王妃 請參見后族蕭氏（契丹）。 | 徐佳琦   | 黃昕瑜                               |
| 马梦乔                           | 瑰引           | 蕭烏骨里的侍女， 于第44集因鴛鴦壺事件被其誤會，被蕭烏骨里殺死。 |          | 葉曉欣                               |
| 张乔乔                           | 重九           | 蕭烏骨里的侍女（隨侍二十多年），是太平王密謀暗殺新皇遼景宗及宰相蕭思溫的知情者之一。 于第39集，因知道太多祕密，被趙王藉故趁機處死。 |          | 羅孔柔                               |
| 黄成成                           | 桔梗           | 韓德讓派在趙王府蕭烏骨里的隨身侍女（臥底） 于第44集因鴛鴦壺事件，密報韓德讓。 |          |                                      |
| 周思羽                           | 耶律留礼寿     | 耶律喜隱與蕭烏骨裏的獨子（隸屬太祖三系之仲父房一系）。 于第41集因在上京造反而與父親一起命喪。 |          | 陳灝瑋                               |
| 任洪漠                           | 耶律道隐       | 蜀王 藉冀王妃與趙王妃之手密謀造反未遂，于第44集因蕭烏骨里之死被蕭太后賜毒藥自尽。 請詳見朝堂。 |          | 張炳強                               |
| 王杨美子                         | 蜀王妃         | |          |                                      |
| 小么哥                           | 耶律隆先       | 平王 請詳見朝堂。 |          | 陳永信                               |
| 陈涛                             | 耶律稍         | 吳王 請詳見朝堂。 |          | 招世亮                               |
| 杨安琪                           | 耶律汀         | 義成公主 耶律襄的女兒。于第43集被蕭太后冊封「義成公主」（陪嫁－三千兵甲），且自願和親，下嫁給南朝降臣李繼遷。 請詳見皇族耶律氏（契丹）。 |          | 葉曉欣                               |
| 冯武生                           | 李继迁         | 南朝銀昌黨項降臣→駙馬／定難軍節度使／夏國主 于第43集被蕭太后賜婚娶耶律汀（義成公主）。 請詳見皇族耶律氏（契丹）。 |          | 翟耀輝                               |

#### 玉田韓氏（南院）
註記：於第46集，蕭太后轉嫁韓氏，併行下詔讓「韓氏全族脫籍，賜國姓（列橫帳季父房），位于諸親王之上，賜鐵券幾丈，從今而後，入朝不拜，上殿不趨」。
| 演員                  | 角色         | 介紹 | 配音演员 | 粵語配音                       |
| 蔣愷 （主演）         | 韓匡嗣       | 長樂宮使（兼遼穆宗、耶律贤之隨侍南醫）→燕王（遼穆宗時代）→削職→上京留守（遼景宗時代） 韓德讓的父親。因醫術得當，進而晉升為王。 是遼景宗暗殺遼穆宗的棋子之一。于第41集去世。 請參見朝堂。                                                   | 严明     | 招世亮                         |
| 涓子                  | 韓夫人／蕭氏 | 南醫之妻→燕王妃 韓德讓的母親 | 马程     | 謝潔貞                         |
| 窦骁芦展祥 （儿时）   | 韩德让       | 長樂宮使之子→郎君軍右統帥→樞密院通事→南京留守→南院樞密史→大丞相→晉王 李思之夫君、後為太后蕭燕燕之皇夫 蕭燕燕第二任皇夫。 是遼景宗暗殺遼穆宗的棋子之一。 請詳見領銜主演。 請詳見后族-蕭氏（契丹）。 請參見皇族耶律氏（契丹）。 請參見朝堂。 | 魏超     | 曹啟謙袁淑珍 （童年）          |
| 孟子義 （特別出演）   | 李思         | 幽州三司使李繼忠之獨女。韩德让第一任妻子 曾暗戀韓德讓，後成為其妻子（首任）。 于第38集因誤喝毒酒而亡。 | 馮岚     | 何璐怡                         |
| 杨蕊嘉                | 芸儿         | 李思之隨侍侍女 |          | 陳皓宜                         |
| 唐嫣                  | 蕭燕燕／蕭綽 | 宰相府三小姐→遼景宗貴妃→遼景宗皇后→攝政皇后→皇太后 韩德让第二任妻子。 請詳見領銜主演。 請詳見后族-蕭氏（契丹）。 請參見皇族耶律氏（契丹）。 請參見朝堂。                                                                                   | 乔诗语   | 張頌欣                         |
| 祝愿                  | 萧韩氏       | 韓德讓的妹妹，嫁給蕭隗因。蕭菩薩哥的母親。 |          | 詹健兒                         |
| 杨雨潼陶奕希 （少年） | 蕭菩薩哥     | 韓德讓的外甥女。文殊奴（遼聖宗／耶律隆绪）對蕭菩薩哥一見鍾情。 請詳見后族-蕭氏（契丹）。 請參見皇族耶律氏（契丹）。 |          | 無對白 （成年）何璐怡 （少年） |

#### 朝堂
| 演員                             | 角色           | 介紹 | 配音演员 | 粵語配音              |
| 邵兵 （特別出演）                | 屋質大王       | 前任大于越 是遼景宗暗殺遼穆宗的棋子之一。 請詳見皇族耶律氏（契丹）。 |          | 張炳強                |
| 阮圣文 （主演）                  | 耶律休哥       | 惕隱（兼掌半數近衛軍－遼景宗時代）→大于越（繼任） （隸屬太祖三系之仲父房一系），族裡輩分極高，耶律斜軫的叔叔，於第33集，女里兵敗，收歸其兵權。於第47集因病去世。 請詳見皇族耶律氏（契丹）。 |          | 黃啟昌                |
| 金珈                             | 耶律阮         | 遼世宗大遼第三位皇帝。 請詳見皇族耶律氏（契丹）。 |          | 蘇強文                |
| 宁理                             | 耶律璟         | 遼穆宗 大遼第四位皇帝。 請詳見皇族耶律氏（契丹）。 |          | 翟耀輝                |
| 经超                             | 耶律贤（明扆） | 遼景宗 大遼第五位皇帝。 請詳見皇族耶律氏（契丹）。 | 齐斯伽   | 關令翹陳琴雲 （童年） |
| 唐嫣                             | 蕭燕燕／蕭綽   | 遼景宗皇后→攝政皇后→皇太后 請詳見領銜主演。 | 乔诗语   | 張頌欣                |
| 陳昊叶禾 （少年）裴文博 （儿时） | 耶律隆绪       | 梁王→辽圣宗 大遼第六位皇帝遼聖宗。 請詳見皇族耶律氏（契丹）。 | 杨天翔   | 張預東                |
| 劉奕君                           | 萧思温         | 北府宰相（遼穆宗時代）→（兼北院樞密使、加尚書令）封魏王（遼景宗時代） 是遼景宗暗殺遼穆宗的棋子之一。 請詳見后族蕭氏（契丹）。 | 原音     | 李錦綸                |
| 关亚军 （主演）                  | 高勳           | 南院樞密使（後分權－遼景宗時代）→秦王→（加政事令－遼景宗時代）→北府宰相（繼任） 晉 北信王之子。 蕭思溫死後晉升。妒忌蕭思溫大權在握，挑撥蕭海里和蕭海只伺機將其刺殺。 于第33集因為與罨撒葛謀反在途中被蕭撻凛用矛刺死。 是遼景宗暗殺遼穆宗的棋子之一。 是太平王密謀暗殺新皇遼景宗及宰相蕭思溫的棋子之一。 |          | 雷霆                  |
| 田凯                             | 耶律贤适       | 右皮室詳穩→北院樞密使（併輔大承相理北府之政） 為紹名臣之世家，先帝之策士。 蕭思溫死後，韩德让推薦後得以晉升。 |          | 劉奕希                |
| 张金元                           | 室昉           | 南院樞密使（委任）→北府宰相 高勳死後晉升。 |          | 黃子敬                |
| 金有明                           | 耶律沙         | 南府宰相（幽州守軍將士） 於第35集，與南京留守韩德让一起誓死守護幽州城之將士。戰事結束後，因功過相抵，朝廷便不再繼續追究。 |          |                       |
| 蔣愷 （主演）                    | 韓匡嗣         | 長樂宮使（兼遼穆宗、耶律贤之隨侍南醫）→燕王（遼穆宗時代）→削職→上京留守（遼景宗時代） 因醫術得當，進而晉升為王。 是遼景宗暗殺遼穆宗的棋子之一。 請詳見玉田韓氏（南院）。 | 严明     | 招世亮                |
| 窦骁芦展祥 （儿时）              | 韩德让         | 長樂宮使之子→郎君軍右統帥（遼穆宗時代）→樞密院通事（遼景宗時代）→南京留守→南院樞密史→大丞相→晉王 是遼景宗暗殺遼穆宗的棋子之一。 於第34集，與南京留守韩德让一起誓死守護幽州城之將士。 請詳見領銜主演。 請詳見皇族耶律氏（契丹）。                                                                        | 魏超     | 曹啟謙袁淑珍 （童年） |
| 韩朔                             | 信宁           | 蕭德讓的侍衛 |          | 鍾見麟                |
| 任希鴻                           | 蕭討古         | 南京統軍使 蕭敵魯之孫，朴謹公主之夫婿，蕭海瀾之父。蕭思溫之侄。蕭燕燕之堂兄。 於第34集，與南京留守韩德让一起誓死守護幽州城之將士。授命領軍四千精銳與弓箭手，和南京留守韩德让一起抵禦外敵。 |          |                       |
| 庞显东                           | 卢存           | 守軍將士，於第35集，與南京留守韩德让一起誓死守護幽州城之將士。授命領軍三百，協助疏散城中老弱婦孺。 |          |                       |
| 杨迪                             | 李扎           | 守軍將士，於第35集，與南京留守韩德让一起誓死守護幽州城之將士。授命領軍三百，1.協助蒐集城中武器與糧草，2.由內抵住城門，3.再至塔樓支援。 |          |                       |
| 赵强                             | 耶律奚底       | 守軍將士，於第35集，與南京留守韩德让一起誓死守護幽州城之將士。授命徵召城內所有壯丁為輔兵之用（撥發甲冑兵器，一起抵禦外敵）， |          |                       |
| 韩东 （主演）                    | 耶律虎古       | 六院部 肅祖之後。曷魯大于越一系的宗室元老，耶律磨鲁古的父親。 于第46集因在大殿上藉「清君側」名意，欲行刺蕭太后，被韓德讓擊殺當場。其餘契丹老臣全數歸鄉卸甲，頤養天年（子孫三代之內，不可任重職）。 |          | 盧國權                |
| 蒋冰                             | 女里           | 飛龍使→禁衛軍指揮使（遼穆宗時代）→（兼契丹行宮都部署－遼景宗時代） 喜哥的叔叔 妒忌蕭思溫大權在握，挑撥蕭海里和蕭海只，將其偷襲刺殺。 于第33集因為與罨撒葛謀反途中，當著喜哥，被休哥用箭射殺。 是遼景宗暗殺遼穆宗的棋子之一。 是太平王密謀暗殺新皇遼景宗及宰相蕭思溫的棋子之一。                         |          | 葉振聲                |
| 于济玮 （主演）                  | 耶律斜轸       | 南院大王 請詳見皇族耶律氏（契丹）。 |          | 李凱傑                |
| 罗宁                             | 阿古           | 耶律斜軫的隨侍侍衛 |          |                       |
| 张弓                             | 迪里姑         | 御醫，出場臺詞幾乎是「主上,你該吃藥啦!!」，或者是以（活動急診室）方式出現之角色。 |          | 雷霆                  |
| 郭军                             | 耶律察割       | 泰寧王 於十八年前，祥古山之變的首要反叛份子，刺殺遼世宗（耶律阮，大遼第三位皇帝），後被遼穆宗（耶律璟，大遼第四位皇帝）平定了察割之亂。 |          |                       |
| 阿斯汗薛涵予 （儿时）            | 耶律磨魯古     | 肅祖之後。耶律虎古的兒子，喜歡蕭燕燕。看不起韩德让（帳下奴）的身分，亦常藉機滋事。 |          | 陳卓智林丹鳳 （儿时） |
| 沈雪炜                           | 王继忠         | 南朝降將→戶部侍郎 原為現今南主于親王時期之勇將，當年因傷重被俘，以交換條件受降於大遼。後于第47集，代表大遼與南朝於澶州，促談兩國議和事宜。後兩國終達成史稱之「澶淵之盟」。 |          |                       |
| 杨安琪                           | 耶律汀         | 義成公主 耶律襄的女兒。于第43集被蕭太后冊封「義成公主」（陪嫁－三千兵甲），且自願和親，下嫁給南朝降臣李繼遷。 請詳見皇族耶律氏（契丹）。 |          | 葉曉欣                |
| 冯武生                           | 李继迁         | 南朝銀昌黨項降臣→駙馬／定難軍節度使／夏國主 于第43集被蕭太后賜婚娶耶律汀（義成公主）。 請詳見皇族耶律氏（契丹）。 |          | 翟耀輝                |
| 王俊彭                           | 耶律敵烈       | 南京皇族鎮守→冀王 為遼太宗第四子（隸屬太祖三系之太宗一系） 請詳見皇族耶律氏（契丹）。 |          | 雷霆                  |
| 季晨 （主演）                    | 耶律喜隱       | 趙王→西南面招討使 請參見后族蕭氏（契丹）。 請詳見皇族耶律氏（契丹）。 |          | 梁偉德                |
| 任洪漠                           | 耶律道隐       | 蜀王 藉冀王妃與趙王妃之手密謀造反未遂，于第44集因蕭烏骨里之死被蕭太后賜毒藥自尽。 請詳見皇族耶律氏（契丹）。 |          | 張炳強                |
| 小么哥                           | 耶律隆先       | 平王 請詳見皇族耶律氏（契丹）。 |          | 陳永信                |
| 陈涛                             | 耶律稍         | 吳王 請詳見皇族耶律氏（契丹）。 |          | 招世亮                |

### 其他演员
| 演員   | 角色     | 介紹 | 配音演员 | 粵語配音 |
| 霍政諺 | 阿孛合   | 日連部落少族長 韓德讓少時游歷各地中，因緣際會下救其性命而成為朋友，父死後即成為下任族長。 |          | 劉奕希   |
| 大庆   | 脱里     | 日連部落長老 陰謀野心家，私下嘲諷其族長、少族長行事軟弱，恨其不爭。想方設法要將其去除，以利自身上位。 |          |          |
| 金湘栋 | 鲁端     | 日連部落之奴僕 與韓德讓具救命之恩。 |          | 陳灝瑋   |
| 张振江 | 鲁端爹   | 日連部落之奴僕 感謝韓德讓救兒命之恩。 |          | 張炳強   |
| 文未   | 鲁端娘   | 日連部落之奴僕 感謝韓德讓救兒命之恩。 |          | 陸惠玲   |
| 孔祥东 | 十五     | 日連部落之奴僕 與韓德讓具救命之恩，後為救韓德讓而死。 |          | 黃積權   |
| 邓英   | 李夫人   | |          | 沈小蘭   |
| 周燕燕 | 肖古     | 巫醫 因以迷信禍害遼穆宗，而韓德讓及其父、丞相等人設計以遼穆宗名義處決。順勢救出燕燕。 |          | 陸惠玲   |
| 银雪   | 月里朵   | 薩滿 第28集，於小皇子耶律隆绪（遼聖宗）之滿月禮上，主導「添盆儀式」之進行。為救小皇子，而被熱水燙傷（此處之"月里朵" ，只是當時契丹女子們最願意用的名字之一，而非歷史大人物的蕭月里朵），因戲中角色穿的是薩滿的衣服。 |          | 陸惠玲   |
| 史玉旋 | 玉宛     | 粗使宮女 第28集，於小皇子耶律隆绪（遼聖宗）之滿月禮「添盆儀式」上，欲奪取小皇子逃離現場失敗而自斃當場。 |          |          |
| 李同东 | 奚和朔奴 | 奚族族長 （奚族六部之尊），於34集首次現身，攜重禮（獻上牛、羊各5,000匹）祝賀遼景宗之《再生禮》大典。後於37集捺缽禮上，獻上名馬100等。                                                                                |          |          |
| 刘帅   | 高丽国王 | 高丽王 位居東北方，曾被大遼之國阿辇斡魯朵軍擊敗而為籓屬國，故每年上貢。 於34集首次現身，攜重禮（獻上高山雪蔘、馬匹千頭）祝賀遼景宗之《再生禮》大典。後於37集捺缽禮上，獻上熊皮等物。                                 |          |          |
| 王嵘   | 安月只   | 阻卜部族長 位居北方，曾被大遼之國阿辇斡魯朵軍擊敗而為籓屬國，故每年上貢。 於34集首次現身，攜重禮（祝賀詞）祝賀遼景宗之《再生禮》大典。                                                                               |          |          |
| 史强   | 渤海国王 | 渤海王 位居北方，曾被大遼之國阿辇斡魯朵軍擊敗而為籓屬國，故每年上貢。 於34集首次現身，攜重禮（祝賀詞）祝賀遼景宗之《再生禮》大典。後於37集捺缽禮上，獻上美女36名（含樂姬－玉簫）等。                                 |          |          |
| 岳海龙 | 女真族长 | 女真族族长 位居北方，曾被大遼之國阿辇斡魯朵軍擊敗而為籓屬國，故每年上貢。 於37集捺缽禮上首次現身，獻上海東青、東珠等物。                                                                                             |          |          |
| 郑晨   | 室韦族长 | 室韦族族长 位居北方，曾被大遼之國阿辇斡魯朵軍擊敗而為籓屬國，故每年上貢。 於37集捺缽禮上首次現身，獻上紫杉木、熊皮等物。                                                                                             |          |          |

## 电视剧歌曲

### 中国大陆
| 曲序 | 曲目             |              | 作曲         | 演唱   |
| ---- | ---------------- | ------------ | ------------ | ------ |
| 1.   | 燕雲台（主題曲） | 姚燁         | 姚燁         | 霍尊   |
| 2.   | 若燕（片尾曲）   | 林喬、劉恩汛 | 黃義達       | 尚雯婕 |
| 3.   | 相思魂（插曲）   | 林喬         | 鄧強中、夏桓 | 于济玮 |
| 4.   | 冷煙雨（插曲）   | 林喬         | 李方睿       | 冯希瑶 |

### 香港
| 曲序 | 曲目                 |        | 作曲   | 演唱     |
| ---- | -------------------- | ------ | ------ | -------- |
| 1.   | 誰人在身邊（主題曲） | 張美賢 | 張家誠 | JW王灝兒 |

## 收視
本劇於香港無綫電視翡翠台及myTV SUPER七日跨平台總收視之紀錄：
| 週次 | 集數   | 日期                         | 平均收視 | 最高收視 | 備註                         |
| 1    | 1－5   | 2021年1月4日－2021年1月8日   | 22.5點   | 23.2點   | 第1集七天跨平台總收視23.2點  |
|      | 6－7   | 2021年1月9日                 | 17.8點   |          |                              |
| 2    | 8－12  | 2021年1月11日－2021年1月15日 | 22.7點   | 23.7點   | 第11集七天跨平台總收視23.7點 |
|      | 13－14 | 2021年1月16日                | 19.7點   |          |                              |
| 3    | 15－19 | 2021年1月18日－2021年1月22日 | 22.8點   |          |                              |
| 4    | 20－24 | 2021年1月25日－2021年1月29日 | 22.6點   | 23.7點   | 第21集七天跨平台總收視23.7點 |
|      | 25－26 | 2021年1月30日                | 20.0點   |          |                              |
| 5    | 27－31 | 2021年2月1日－2021年2月5日   | 22.8點   | 23.4點   | 第30集七天跨平台總收視23.4點 |
|      | 32－33 | 2021年2月6日                 | 21.6點   |          |                              |
| 6    | 34－37 | 2021年2月8日－2021年2月11日  | 23.0點   | 23.5點   | 第23集七天跨平台總收視23.5點 |
|      | 38－39 | 2021年2月13日                | 22.7點   |          |                              |
| 全劇 | 全劇   | 全劇                         | 22.1點   | 23.7點   |                              |